# Holopneustes
Holopneustes is een geslacht van zee-egels uit de familie Temnopleuridae.

## Soorten
- Holopneustes inflatus (A. Agassiz, 1872)
- Holopneustes porosissimus L. Agassiz, 1846
- Holopneustes purpurascens (A. Agassiz, 1872)